# رابرت استاک
رابرت استاک (به انگلیسی: Robert Stack) هنرپیشهٔ اهل ایالات متحده آمریکا بود.
نخستین بار در فیلم نخستین عشق (۱۹۳۹) به ایفای نقش پرداخت. او نامزد دریافت جایزه اسکار نقش مکمل مرد برای فیلم بر باد نوشته (۱۹۵۷) بود.

## گزیده فیلمشناسی
- دختر نجیب؟ (۱۹۴۱)
- بودن یا نبودن (۱۹۴۲)
- قراری با جودی (۱۹۴۸)
- متکبرها (۱۹۵۴)
- بر باد نوشته (۱۹۵۶)
- جان پل جونز (۱۹۵۹)
- جان تازه (۱۹۷۸)
- ۱۹۴۱ (۱۹۷۹)
- هواپیما! (۱۹۸۰)
- شجاعت غیرمعمول (۱۹۸۳)
- لباس ساده (۱۹۸۸)
- جو در برابر آتشفشان (۱۹۹۰)
- مامفورد (۱۹۹۹)
- تسخیرناپذیران (۱۹۵۹–۱۹۶۳)
- پادشاه تپه (۲۰۰۱)